# Centro de Investigaciones Biotecnológicas del Ecuador
El Centro de Investigaciones Biotecnológicas del Ecuador (CIBE) es un centro de investigación en biotecnología agrícola, adscrito al Rectorado de la Escuela Superior Politécnica del Litoral (ESPOL), inicia sus actividades el año 1999 con el apoyo del Proyecto VLIR - ESPOL. Fue creado oficialmente en la sesión del Consejo Politécnico celebrada el 14 de enero de 2003. Está ubicado en el Campus Prosperina, Guayaquil - Ecuador
Cuenta con las siguientes áreas: Bioestadística, Biología Molecular, Cultivo de Tejidos, Fitopatología/ Genética, y Bioproductos.
Gracias a los acuerdos realizados con diferentes entes académicos e investigativos, colabora con la Facultad de Ingeniería Mecánica y Ciencias de la Producción para ofrecer la Maestría en Biotecnología Agrícola.